# Unión Regional Deportiva 2024
La Unión Regional Deportiva 2024 es la 17.ª temporada de la unión de ligas que organiza la Liga Tandilense de Fútbol, que cuenta con equipos afiliados a ésta, junto con aquellos nucleados por la Liga Ayacuchense de fútbol, la Liga Rauchense de fútbol y la Liga Juarense de fútbol, que comenzó a desarrollarse el 10 de marzo de 2024, y se extenderá hasta finales del mismo año, continuando el sistema de dos divisiones, Primera «A» y Primera «B».
Al finalizar la temporada regular no se jugará una nueva Copa de la URD, como se hizo en los últimos dos años, 2022 y 2023, sino que habrá playoffs entre los mejores clasificados. Además, se volvió al sistema de títulos adoptados hasta 2022, donde solo habrá un campeón oficial por categoría.
La «A» está animada por 9 escuadras que mantuvieron la categoría, teniendo tres equipos nuevos: Grupo Universitario, campeón 2023 de la «B» —que vuelva a la máxima división tras descender en la 2021—, Ateneo Estrada y Deportivo Tandil —ambos regresan tras la división en temporada 2019.
La «B» en tanto cuenta con Deportivo Rauch —perdió la categoría en solo un año, tras ascender en 2022—, y Loma Negra y UNICEN —que jugarán su primer año en la categoría—.
La continuidad de la serie URD fue confirmada a mediados de 2023, al menos hasta la temporada 2024.

## Equipos participantes
Los equipos son los mismos que la temporada 2023, habiendo solo cambios en cuanto a la composición de las categorías.
Como particularidad, los cuatro equipos de Ayacucho jugarán en la máxima categoría mientras que los tres de Rauch lo harán en la segunda.
| #  | Ciudad             | Equipos |
| -- | ------------------ | --- |
| 12 | Tandil             | Defensores del Cerro (B), Deportivo Tandil (A), Excursionistas (B), Ferrocarril Sud (A), Gimnasia y Esgrima (A), Grupo Universitario (B), Independiente (A), Juventud Unida (B), San José (B), Santamarina (A), UNICEN (B), Unión y Progreso (B) |
| 4  | Ayacucho           | Ateneo Estrada (A), Atlético Ayacucho (A), Defensores (A), Sarmiento (A) |
| 3  | Rauch              | Botafogo (B), Deportivo Rauch (B), San Lorenzo (B) |
| 2  | Benito Juárez      | Argentino (B), Juarense (A) |
| 1  | Villa Cacique      | Loma Negra (B) |
| 1  | María Ignacia Vela | Velense (A) |

### Árbitros
El arbitraje de la Unión Regional Deportiva 2024 se organiza de acuerdo a la ciudad en la que sea el encuentro. En Tandil, Vela, Benito Juárez y Villa Cacique, se encargan de los partidos los colegiados de la Asociación Tandilense de Árbitros, designados por el Colegio de Árbitros de la LTF. En tanto, en las ciudades de Ayacucho y Rauch, es la Liga quien designa. Sólo para las finales es que se implementa la presencia de un cuarto árbitro en cancha.
Asociación Tandilense de Árbitros
| - Joaquín Castillo - Emanuel Mazzoni - Diego Navarro - Diego Novelli Sanz | - Camila Romero - Pablo Tevez - Oscar Ramírez | - Lautaro Paletta - Matías Picot - Fernando Zabalza |

Agrupación de Árbitros de Ayacucho
| - Gonzalo López - Juan Giardini - Ignacio Liuzzi |

Agrupación Rauchense de Árbitros
| - Martín Althabe - Daniel Quintana - Abraham Parra |

## Formato de disputa

### Primera «A»
Primera y segunda fase
El formato cambia respecto a la temporada anterior. En Primera «A» el año se divide en dos fases, primera y segunda, ambas en un todos contra todos, invirtiéndose las localías entre ambas etapas. Cada fase otorga una plaza para el Torneo Mayor —clasifican ambos primeros, plazas 1 y 2— .
Ambas fases suman para la tabla anual, que clasifica al que más puntos sume también al Torneo Mayor (plaza 3). Además, los 8 mejores clasificados de la tabla disputarán la tercera fase.
Tercera fase
Los ocho mejores disputarán llaves de playoff, partiendo desde cuartos de final, otorgando al ganador una plaza al Mayor (llave 4).
Torneo Mayor
Loa ganadores de la primera, segunda, tercera y el mejor clasificado disputarán semifinales y finales para lograr el título oficial de Unión Regional Deportiva 2024.
Si un equipo vence las tres primeras fases se consagrará directamente, dejando sin efecto el Torneo Mayor.
Promoción y descenso
El 10.° queda relegado a disputar la promoción para mantener la categoría mientras que los 11.° y 12.° posicionados descienden de cara a 2025.

### Primera «B»
Se mantiene el formato de todos contra todos a dos ruedas, totalizándose 22 encuentros. Los dos primeros ascienden a Primera «A» en 2025; el primero como campeón y el segundo por mérito.
Al finalizar se disputará un Reducido, entre los clubes posiciados del 3.° al 6.° lugar. El vencedor gana el lugar para disputar la promoción contra el 10.° de Primera «A».

## Primera «A»

### Primera fase
| #    | Equipo                 | Pts. | PJ | PG | PE | PP | GF | GC | Dif. |
| ---- | ---------------------- | ---- | -- | -- | -- | -- | -- | -- | ---- |
| 1.º  | Atlético Ayacucho      | 6    | 2  | 2  | 0  | 0  | 3  | 1  | 2    |
| 2.º  | Deportivo Tandil       | 4    | 2  | 1  | 1  | 0  | 3  | 1  | 2    |
| 3.º  | Ferrocarril Sud        | 4    | 2  | 1  | 1  | 0  | 3  | 2  | 1    |
| 4.º  | Ateneo Estrada         | 4    | 2  | 1  | 1  | 0  | 3  | 2  | 1    |
| 5.º  | Velense                | 4    | 2  | 1  | 1  | 0  | 1  | 0  | 1    |
| 6.º  | Grupo Universitario    | 3    | 2  | 1  | 0  | 1  | 5  | 4  | 1    |
| 7.º  | Gimnasia y Esgrima     | 3    | 2  | 1  | 0  | 1  | 4  | 3  | 1    |
| 8.º  | Sarmiento              | 1    | 2  | 0  | 1  | 1  | 3  | 4  | -1   |
| 9.º  | Juarense               | 1    | 2  | 0  | 1  | 1  | 2  | 3  | -1   |
| 10.º | Independiente          | 1    | 2  | 0  | 1  | 1  | 1  | 2  | -1   |
| 11.º | Santamarina            | 1    | 2  | 0  | 1  | 1  | 1  | 2  | -1   |
| 12.º | Defensores de Ayacucho | 0    | 2  | 0  | 0  | 2  | 1  | 6  | -5   |

Notas y referencias
| 1 | En posición de ser clasificar al Torneo Mayor 2024. |

### Segunda fase
| #    | Equipo                 | Pts. | PJ | PG | PE | PP | GF | GC | Dif. |
| ---- | ---------------------- | ---- | -- | -- | -- | -- | -- | -- | ---- |
| 1.º  | Ateneo Estrada         | 0    | 0  | 0  | 0  | 0  | 0  | 0  | 0    |
| 2.º  | Atlético Ayacucho      | 0    | 0  | 0  | 0  | 0  | 0  | 0  | 0    |
| 3.º  | Defensores de Ayacucho | 0    | 0  | 0  | 0  | 0  | 0  | 0  | 0    |
| 4.º  | Deportivo Tandil       | 0    | 0  | 0  | 0  | 0  | 0  | 0  | 0    |
| 5.º  | Ferrocarril Sud        | 0    | 0  | 0  | 0  | 0  | 0  | 0  | 0    |
| 6.º  | Gimnasia y Esgrima     | 0    | 0  | 0  | 0  | 0  | 0  | 0  | 0    |
| 7.º  | Grupo Universitario    | 0    | 0  | 0  | 0  | 0  | 0  | 0  | 0    |
| 8.º  | Independiente          | 0    | 0  | 0  | 0  | 0  | 0  | 0  | 0    |
| 9.º  | Juarense               | 0    | 0  | 0  | 0  | 0  | 0  | 0  | 0    |
| 10.º | Santamarina            | 0    | 0  | 0  | 0  | 0  | 0  | 0  | 0    |
| 11.º | Sarmiento              | 0    | 0  | 0  | 0  | 0  | 0  | 0  | 0    |
| 12.º | Velense                | 0    | 0  | 0  | 0  | 0  | 0  | 0  | 0    |

Notas y referencias
| 2 | En posición de ser clasificar al Torneo Mayor 2024. |

### Tabla anual
| #     | Equipo                 | Pts. | PJ | PG | PE | PP | GF | GC | Dif. |
| ----- | ---------------------- | ---- | -- | -- | -- | -- | -- | -- | ---- |
| 1.º   | Ateneo Estrada         | 0    | 0  | 0  | 0  | 0  | 0  | 0  | 0    |
| 2.º   | Atlético Ayacucho      | 0    | 0  | 0  | 0  | 0  | 0  | 0  | 0    |
| 3.º   | Defensores de Ayacucho | 0    | 0  | 0  | 0  | 0  | 0  | 0  | 0    |
| 4.º   | Deportivo Tandil       | 0    | 0  | 0  | 0  | 0  | 0  | 0  | 0    |
| 5.º   | Ferrocarril Sud        | 0    | 0  | 0  | 0  | 0  | 0  | 0  | 0    |
| 6.º   | Gimnasia y Esgrima     | 0    | 0  | 0  | 0  | 0  | 0  | 0  | 0    |
| 7.º   | Grupo Universitario    | 0    | 0  | 0  | 0  | 0  | 0  | 0  | 0    |
| 8.º   | Independiente          | 0    | 0  | 0  | 0  | 0  | 0  | 0  | 0    |
| 9.º   | Juarense               | 0    | 0  | 0  | 0  | 0  | 0  | 0  | 0    |
| Prom. | Santamarina            | 0    | 0  | 0  | 0  | 0  | 0  | 0  | 0    |
| D2    | Sarmiento              | 0    | 0  | 0  | 0  | 0  | 0  | 0  | 0    |
| D1    | Velense                | 0    | 0  | 0  | 0  | 0  | 0  | 0  | 0    |

Notas y referencias
| 3 | En posición de ser clasificar al Torneo Mayor 2024.                                          |
|   | En posición de clasificar a la promoción con el ganador del Torneo Reducido de la Primera B. |
|   | En posición de descender a la Primera B para la URD 2025.                                    |

#### Resultados primera y segunda fase
| Local / visitante      | EST | ATL | DEF | DTA | FER | GYE | GRU | IND | JUA | SAN | SAR | VEL |
| ---------------------- | --- | --- | --- | --- | --- | --- | --- | --- | --- | --- | --- | --- |
| Ateneo Estrada         |     |     |     |     |     |     |     |     |     |     |     | 0:0 |
| Atlético Ayacucho      |     |     |     |     |     |     |     |     |     | 2:1 |     |     |
| Defensores de Ayacucho |     |     |     |     |     |     |     |     |     |     |     | 0:1 |
| Deportivo Tandil       |     |     |     |     |     | 3:1 |     |     |     | 0:0 |     |     |
| Ferrocarril Sud        |     |     |     | 0:0 |     |     |     |     |     |     |     |     |
| Gimnasia y Esgrima     |     |     |     |     |     |     | 3:0 |     |     |     |     |     |
| Grupo Universitario    |     |     | 5:1 |     | 0:1 |     |     |     |     |     |     |     |
| Independiente          |     | 0:1 |     |     |     |     |     |     |     |     |     |     |
| Juarense               |     |     |     |     | 2:3 |     |     | 1:1 |     |     |     |     |
| Santamarina            |     |     |     |     |     |     |     |     |     | 0:0 |     |     |
| Sarmiento              | 2:3 |     |     |     |     |     |     | 1:1 |     |     |     |     |
| Velense                |     |     |     |     |     | 0:1 |     |     |     |     |     |     |

Fuente: Fecha 1, 2, 3

## Primera «B»
| #    | Equipo               | Pts. | PJ | PG | PE | PP | GF | GC | Dif. |
| ---- | -------------------- | ---- | -- | -- | -- | -- | -- | -- | ---- |
| 1.º  | UNICEN               | 4    | 2  | 1  | 1  | 0  | 6  | 3  | 3    |
| 2.º  | Defensores del Cerro | 4    | 2  | 1  | 1  | 0  | 3  | 2  | 1    |
| 3.º  | Loma Negra           | 4    | 2  | 1  | 1  | 0  | 3  | 2  | 1    |
| 4.º  | Unión y Progreso     | 4    | 2  | 1  | 1  | 0  | 2  | 1  | 1    |
| 5.º  | San José             | 3    | 1  | 1  | 0  | 0  | 2  | 0  | 2    |
| 6.º  | Juventud Unida       | 3    | 2  | 1  | 0  | 1  | 1  | 1  | 0    |
| 7.º  | Excursionistas       | 2    | 2  | 0  | 2  | 0  | 3  | 3  | 0    |
| 8.º  | Botafogo             | 1    | 2  | 0  | 1  | 1  | 0  | 2  | -2   |
| 9.º  | San Lorenzo          | 1    | 2  | 0  | 1  | 1  | 3  | 6  | -3   |
| 10.º | Argentino            | 0    | 1  | 0  | 0  | 1  | 0  | 1  | -1   |
| 11.º | Deportivo Rauch      | 0    | 2  | 0  | 0  | 2  | 2  | 4  | -2   |

Notas y referencias
|  | En posición de consagrarse campeón y ascender a Primera A en la URD 2025. |
|  | En posición de lograr el segundo ascenso a Primera A en la URD 2025.      |
|  | En posición de clasificar a los play-off.                                 |